# Leptocentrus horizontalis
Leptocentrus horizontalis är en insektsart som beskrevs av Kato 1940. Leptocentrus horizontalis ingår i släktet Leptocentrus, och familjen hornstritar. Inga underarter finns listade.